# Sound of the Underground (cântec)
Sound Of The Underground este single-ul de debut al grupului britanic Girls Aloud. Acesta ajuns pe locul #1 în Marea Britanie și Irlanda și în top 10 în majoritatea clasamentelor europene. Acesta s-a dovedit a fi cel mai de succes single semnat Girls Aloud, având vânzări de peste 590,000 de copii doar în UK.

## Track listing-ul și formate
| #                                | Titlul                                         | Durata |
| -------------------------------- | ---------------------------------------------- | ------ |
| CD1: Polydor / 0658272 (UK)      |                                                |        |
| 1.                               | "Sound of the Underground"                     | 3:43   |
| 2.                               | "Stay Another Day"                             | 4:24   |
| 3.                               | "Sound of the Underground" [Brian Higgins Mix] | 4:40   |
| CD2: Polydor / 0658202 (UK)      |                                                |        |
| 1.                               | "Sound of the Underground"                     | 3:43   |
| 2.                               | "Stay Another Day" [Instrumental]              | 4:23   |
| 3.                               | Girls Aloud Interview                          | 7:13   |
| German CD single [from May 2003] |                                                |        |
| 1.                               | "Sound of the Underground"                     | 3:43   |
| 2.                               | "Stay Another Day"                             | 4:24   |
| 3.                               | "Sound of the Underground" [Brian Higgins Mix] | 4:40   |
| 4.                               | "Sound of the Underground" [Flip & Fill Remix] | 5:36   |
| 5.                               | Girls Aloud Interview                          | 7:13   |

## Versiuni și alte apariții
| Versiunea                    | Apariția                                                                              |
| ---------------------------- | ------------------------------------------------------------------------------------- |
| Album Version                | "Sound of the Underground" single, Sound of the Underground, The Sound of Girls Aloud |
| Instrumental                 | "Sound of the Underground" single                                                     |
| Brian Higgins Mix            | "Sound of the Underground" single                                                     |
| Flip & Fill Remix            | "Sound of the Underground" single                                                     |
| Video                        | "No Good Advice" single, Girls on Film [DVD], Style [DVD]                             |
| Extended Performance Version | The Sound of Girls Aloud [Special Edition]                                            |

## Prezența în clasamente
Single-ul a debutat pe locul #1 în clasamentul din Marea Britanie, având vânzări de peste 210,000 de unități în prima săptămână . În a doua săptămână single-ul a vândut 128,000 de copii și și-a păstrat poziția de no.1. În a treia săptămână a vândut peste 56,000 de copii, rămânând pe prima poziție. În a parta săptămână a rămas pe locul #1, vânzările scăzând la doar 33,471. În a cincea săptămână single-ul a coborât de pe prima poziție, ajungând pe #3. Sound Of The Underground a rezistat șapte săptămâni în top 10 în UK, performanță egalată doar de Call The Shots, cel mai de succes single după cel de debut. În Irlanda single-ul a debutat pe locul #2, ajungând pe prima poziție doar în a patra săptămână, unde a mai rămas încă două săptămâni. La stațiile de radio din Marea Britanie, Sound Of The Underground a fost cel mai de succes single semnat Girls Aloud, ajungând până pe locul #3. Acum cel mai de succes single la radiouri este Call The Shots care a devenit primul no.1 Girls Aloud în clasamentul de difuzări. În România a ajuns doar până pe locul #10, dar este cel mai de succes, fiind singura piesă de top 10 și una din cele trei de top 40, pe lângă I Think We're Alone Now (#34) și Call The Shots (#38). 

## Clasamente
| Clasament (2002/2003)        | Poziția maximă |
| ---------------------------- | -------------- |
| UK Singles Chart             | 1              |
| Irish Singles Chart          | 1              |
| UK Radio Airplay             | 3              |
| Greece Singles Chart         | 8              |
| Netherlands Top 40           | 9              |
| Romanian Singles Chart       | 10             |
| Belgium Singles Chart        | 13             |
| Swiss Singles Chart          | 25             |
| \|Australian Singles Chart   | 31             |
| Sweden Singles Chart         | 39             |
| France Singles Chart         | 55             |
| México Top 100 Singles Chart | 74             |